# Carina Lundberg
Ska ej blandas ihop med Carin Lundberg.
Nina Carina Elisabeth Lundberg Markow, född 30 april 1959, är en svensk företagsledare. Hon har studerat till samhällsvetare med statsvetenskaplig inriktning och MBA, Master of Business and Administration, vid Handelshögskolan i Köpenhamn.

## Biografi
Sedan 2001 till 2021 har Lundberg varit direktör och chef för avdelningen Ansvarsfullt ägande, med ansvar för ägarstyrning på Folksam. Hon är ledamot i nämnden för Nordiska Museet, i Exportkreditnämnden samt i Världsnaturfonden WWF:S förtroenderåd. Hon har tidigare varit VD för KPA Fond AB samt chef för placeringar och aktiehandel inom Trygg-Banken, bankdirektör och ansvarig för stiftelseförvaltningen inom SEB-koncernen samt VD för Stockholms Stads Allemansfond, S:t Eriksfonden. År 2003 blev hon utsedd till "årets yrkeskvinna" och 2008 fick hon "årets pris i svensk försäkring". Tidskriften Passion for Business utsåg Lundberg till den bråkigaste kvinnan i näringslivet. Tidningen MiljöAktuellt'' utsåg henne till miljömäktigaste 2015. Sedan maj 2009 är hon ledamot i jämställdhetsakademin, en tankesmedja grundad av LRF.
Carina Lundberg Markow har varit gift med filmjournalisten Ronny Svensson. Hon har var aktiv inom  Cancerfonden i Sverige, som ambassadör för Rosa Bandet-kampanjen.

## Utmärkelser
- H. M. Konungens medalj av 12:e storleken i högblått band (2017) för betydande insatser inom svenskt näringsliv